# Miconia woytkowskii
Miconia woytkowskii är en tvåhjärtbladig växtart som beskrevs av John Julius Wurdack. Miconia woytkowskii ingår i släktet Miconia och familjen Melastomataceae. Inga underarter finns listade i Catalogue of Life.